# Friedrich Kurrent
Friedrich Kurrent (1. září 1931 Hintersee, Rakousko — 10. ledna 2022) byl rakouský architekt, teoretik publicista a učitel. Společensky značně činný a respektovaný architekt s pronikavým zájmem o hlubší vrstvy architektonické tvorby.

## Život
Studoval na Akademii výtvarných umění ve Vídni ve škole Klemense Holzmeistera Spolu s Wilhhelmem Holzbauerem, Otto Leitnerem a Johannesem Spaltem založili v roce 1950 Arbeitsguppe 4, a i když se Otto Leitner vzápětí odpojil, skupina si zachovala svoje jméno. Až do poloviny 60. let zůstali svornými tvůrčími druhy, kdy se jejich cesty začali zvolna odchylovat. V kontextu rakouské ale i středoevropské architektury představovali oduševnělou výjimku. Spolu se Spaltem měl vždy daleko k povrchní "trendové" nebo módní architektuře. Byl legendárním profesorem Technické university v Mnichově.
Měl vždy velké porozumění a respekt k české moderní architektuře, zejména Janu Kotěrovi, Bohuslavu Fuchsovi, a Heinrichu Kulkovi. Platí za důležitého interpreta Adolfa Loose.

## Dílo
- Kostel nejsvětější krve, Salcburk (1953–1956)
- Bratrská výpomoc, Steyer-Ennsleiten (1957–1961)
- Spořitelna Floridsdorf (1974)
- Činžovní dům na Nobilegasse, Vídeň (1987)
- Kino Lillion, Augsburg (1987–89)
- Horská kaple, Ramingstein (1991)
- Obytná věž, Kremže na Dunaji (1995)
- Maria Biljan-Bilger-Výstavní síň a soukromý dům v Sommerein u Nesiderského jezera (2004).

## Publikace
- Clemens Holzmeister. In: Baumeister. 3/1986. S. 60–62.
- Joseph Urban: Vom Baumeister zum Bühnenausstatter. In: Bauwelt: Architekturtourismus. 48/1987, S. 1831–1832,
- s J. Stabenow, G. Fahr-Becker: Joze Plecnik. Architekt 1872–1957. Callwey, München 1987. Katalog zur Ausstellung Villa Stuck München und Wien Kultur.
- s A. S. Levetus, Alice Strobl, B. Zuckerkandl: Das Palais Stoclet in Brüssel von Josef Hoffmann, mit dem berühmten Fries von Gustav Klimt. Welz, Salzburg 1991, ISBN 3-85349-162-6.
- s Sepp Horn, Michael Weidlein: Adolf Loos 1870–1933, 40 Wohnhäuser. Adolf Loos 1870–1933, 40 Houses. Pustet, Salzburg 1998.
- s Scarlet Munding: Friedrich Kurrent – Einige Häuser, Kirchen und dergleichen. Pustet, Salzburg 2001, ISBN 3-7025-0437-0.
- Ernst Anton Plischke, Architekt und Lehrer. Pustet, Salzburg 2003.
- s Gabriele Kaiser: Friedrich Kurrent – Texte zur Architektur. Pustet, Salzburg 2006, ISBN 3-7025-0537-7.
- s Gabriele Kaiser: Friedrich Kurrent – Aufrufe, Zurufe, Nachrufe. müry salzmann, Salzburg 2010.
- Jan Sapák, Jan Kratochvíl: Friedrich Kurrent osmdesátníkem, Archiweb, 1.9. 2011.